# توموکی وادا
توموکی وادا (انگلیسی: Tomoki Wada؛ زادهٔ ۳۰ اکتبر ۱۹۹۴) بازیکن فوتبال اهل ژاپن است.
از باشگاه‌هایی که در آن بازی کرده‌است می‌توان به باشگاه فوتبال ویسل کوبه اشاره کرد.